# Britania (novela)
Britania (Título original: Britannia) es el decimocuarto libro de la serie Águila, de Simon Scarrow. Esta saga narra las peripecias de dos legionarios, Cato y Macro, en las legiones del Imperio Romano a mediados del siglo I d. C.

## Argumento
El prefecto Cato, al mando de la Segunda Cohorte auxiliar Tracia de caballería (conocidos como los Cuervos Sangrientos) y el centurión superior Macro, al mando de la Cuarta Cohorte, integrados en la Decimocuarta Legión continúan en la campaña militar de la conquista de Britania, ahora bajo el mando del legado Quintato, gobernador en funciones de la provincia tras la muerte del gobernador Ostorio Escápula. Tras años de lucha, las legiones romanas han derrotado definitivamente a Carataco, rey de los catuvellaunos, pero otras tribus rebeldes (siluros, ordovicos y deceanglos), lideradas por los fanáticos druidas, continúan su lucha contra los invasores romanos.
A pesar de estar tan lejos de Roma, las disputas sucesorias entre los hijos del emperador Claudio (Británico y Nerón) continúan marcando la vida de los dos legionarios, pues el legado Quintato, partidario de Nerón y de su consejero Palas, pretende obligar a Cato (que antaño sirvió a Narciso, consejero de Británico) a unirse a su causa bajo la amenaza directa a su esposa Julia y su recién nacido hijo Lucio, que residen en la capital del Imperio.
El legado Quintato inicia una nueva campaña militar para someter a las tribus rebeldes de manera contundente y conquistar la tierra sagrada de los druidas, la isla de Mona, dando por finalizada la conquista de la provincia antes de que llegue el nuevo gobernador, Aulo Didio Galo, buscando así un gran triunfo de cara a sus aspiraciones políticas en Roma. El prefecto Cato, al frente de sus Cuervos Sangrientos, es enviado a la vanguardia de la lucha mientras Macro, convaleciente de una herida de flecha, debe permanecer en su campamento entrenando a las nuevas tropas de reemplazo. Pero pronto el veterano centurión descubrirá que el ejército romano se dirige a una trampa de los druidas y deberá marchar en ayuda de su amigo para intentar evitar el desastre.
Una vez más, Cato y Macro, se verán envueltos en una doble lucha, la de la campaña militar propiamente dicha y la de las intrigas políticas que les afectan desde la lejana Roma.